# Čížkovice
Čížkovice (deutsch Tschischkowitz) ist eine Gemeinde in Tschechien. Sie hat eine Fläche von 705 ha.

## Geographie
Sie liegt in 174 m ü. M. vier Kilometer südwestlich der Stadt Lovosice im Böhmischen Mittelgebirge und gehört zum Okres Litoměřice. Das Dorf befindet sich links der Modla (Model) und wird von ihren Zufluss Jenčický potok durchflossen. Durch den nördlichen Teil führt die Staatsstraße 15. In Čížkovice führen die Eisenbahnstrecken von Most bzw. Louny nach Lovosice zusammen.

## Geschichte
Die erste urkundliche Erwähnung von Čížkovice erfolgte 1276. Der überwiegende Teil des Ortes gehörte zum Besitz des Klosters St. Georg in Prag. Johann Kaplirz zu Sulewicz, dem schon der kleinere herrschaftliche Anteil gehörte, erhielt durch König Sigismund den klösterlichen Anteil nach der Auflösung des Klosters in den Hussitenkriegen als Pfand. In Čížkovice bestanden zwei Vesten. Seit 1389 ist die obere Veste belegbar, die untere Veste wurde 1529 errichtet.
Nach der Schlacht am Weißen Berge wurde der Besitz von Adam Kaplirz zu Sulewicz 1623 konfisziert. Gustav Adolph von Fahrensbach erbte 1655 Tschischkowitz von seiner Mutter Agnes von Pallandt. Er ließ 1658 die untere Veste zu einem Barockschloss umbauen und beauftragte damit den jungen italienischen Baumeister Giulio Broggio. Broggio ließ sich in Tschischkowitz nieder, wurde 1658 in der örtlichen Kirche getraut und vollendete 1665 sein erstes größeres Werk.
1692 erwarb das Prager St.-Georgs-Kloster erneut die Herrschaft Tschischkowitz und das Schloss wurde zum Sommersitz der Äbtissinnen. 1782 erfolgte die Säkularisation des Klosters. Aus dem Religionsfonds ersteigerte 1819 Joseph von Glasersfeld die Herrschaft für 20.600 Gulden. Nach der Aufhebung der Patrimonialherrschaften wurde Tschischkowitz 1848 zu einer selbstständigen Gemeinde.
Am 22. Oktober 1882 erhielt der Ort mit der Einweihung der Eisenbahnstrecke von Lobositz nach Libochowitz Bahnanschluss. Am 19. Dezember 1898 wurde die in Tschischkowitz abzweigende Lokalbahn nach Obernitz in Betrieb genommen.
Die gute Verkehrsanbindung und die vorhandenen Bodenschätze führten in dieser Zeit zur Entstehung der heute noch vorhandenen und das Ortsbild prägenden Baustoffindustrie. 1893 entstand ein Kalkwerk und im Jahre 1898 das Zementwerk. Entlang der Bahnhofstraße, die zum ursprünglich einen Kilometer östlich außerhalb des Dorfes gelegenen Bahnhof führte, erweiterte sich die Bebauung nach Osten. Daneben bestand in Tschischkowitz eine traditionsreiche Brauerei, die die Biere Březňák und Kapuziner produzierte und 1937 stillgelegt wurde.
Nach dem Ende des Zweiten Weltkrieges wurde das Schlossgut enteignet. Zunächst diente es als Genesungsheim für Häftlinge des Gestapogefängnisses Theresienstadt, dann wurde es dem Okresní národní výbor (ONV, deutsch Bezirksnationalausschuss) Litoměřice übergeben, der darin ein Altersheim einrichtete. 1946 entstand an den Kalkbrüchen ein Arbeitslager für zur Abschiebung internierte Deutsche aus den Orten der Umgebung. 1975 erfolgte die Stilllegung des alten Zementwerkes und des Kalkwerkes und an den früheren Kalkbrüchen am rechten Ufer der Modla entstand ein neues Werk, das 1992 privatisiert wurde und dem französischen Konzern Lafarge gehört.
Unweit des Dorfes befindet sich ein Gräberfeld aus der Latènezeit. Darin wurden Reste bronzener Beschläge und von Holzgefäßen gefunden, die auf die Zeit von 500 v. Chr. datiert wurden.

## Gemeindegliederung
Die Gemeinde Čížkovice besteht aus den Ortsteilen Čížkovice (Tschischkowitz) und Želechovice (Schelchowitz bzw. Zelechowitz), die zugleich auch Katastralbezirke bilden.

## Sehenswürdigkeiten

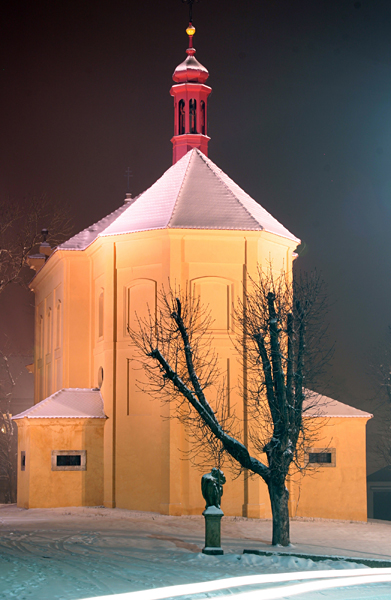
Pfarrkirche St. Jakobus

- Schloss Čížkovice, erbaut 1658–1665 von Giulio Broggio, dient heute Altersheim
- Pfarrkirche St. Jakobus, erbaut 1675–1677 von Giulio Broggio
- Jüdischer Friedhof
- Barocker Glockenturm

## Persönlichkeiten

### Söhne und Töchter der Gemeinde
- Moritz Thausing (1838–1884), Schriftsteller
- Willy Winterstein (1895–1965), Kameramann

### Im Ort wirkten und lebten
- Giulio Broggio, lebte von 1658 bis 1666 in Tschischkowitz